# 影武者3
《影武者3》是于2022年发行的第一人称射击游戏，由波兰工作室Flying Wild Hog开发，Devolver Digital发行，对应Microsoft Windows平台。游戏系2016年《影武者2》的续作。
2023年2月16日推出《影武者3：限定版》版本更新，除了遊戲畫質提升之外，還有更新全新難度模式，並且支援PlayStation 5、Xbox Series X/S。如原先已擁有《影武者3》的玩家，將可以免費更新此版本。